# Mido (Fujiwara)
O Ramo Mido (御堂流, Midoryu) foi um ramo dos Hokke (Fujiwara) fundado por Fujiwara no Moronaga, o segundo filho do Sadaijin Yorinaga .